# 黄石镇 (龙川县)
黄石镇，是中华人民共和国广东省河源市龙川县下辖的一个乡镇级行政单位。

## 行政区划
黄石镇下辖以下地区：
黄石社区、黄石村、高进村、龙江村、长洲村、公洞村、黄沙村、龙南村、新德村、杉河村和五星村。